# ديف كيلي
ديف كيلي (بالإنجليزية: Dave Kelly)‏ (و. 1947 – م) هو مغني، وملحن، وعازف قيثارة، وكاتب غنائي، من المملكة المتحدة، ولد في لندن.